# Cabildo (New Orleans)
Das Cabildo ist ein historisches Gebäude in New Orleans. Es befindet sich im Zentrum des historischen French Quarters neben der St. Louis Cathedral am Jackson Square. Es wurde zwischen 1795 und 1799 als Sitz der spanischen Kolonialverwaltung erbaut. In Spanien und seinen Kolonien bezeichnete man eine lokale Verwaltungseinheit und deren Amtssitz als Cabildo. Im Cabildo von New Orleans befindet sich heute ein Teil der Ausstellung des Louisiana State Museum.

## Geschichte
1788 hatte ein Stadtbrand große Teile von New Orleans zerstört. Sechs Jahre später zerstörten ein Feuer und zwei Hurrikane weitere Teile der noch nicht vollständig wieder aufgebauten Stadt. Nach diesen Katastrophen begann die spanische Kolonialverwaltung, die bis dahin dominierende Holzarchitektur durch stabilere und weniger feuergefährdete Steinbauten zu ersetzen. Der Architekt Gilberto Guillemard wurde mit der Neugestaltung des heutigen Jackson Square beauftragt. Er entwarf die St. Louis Cathedral und die beiden die Kirche flankierenden, spiegelbildlich angelegten Bauten: das Presbytère und das Cabildo. Das Cabildo diente von da an als Hauptgebäude der Kolonialverwaltung.

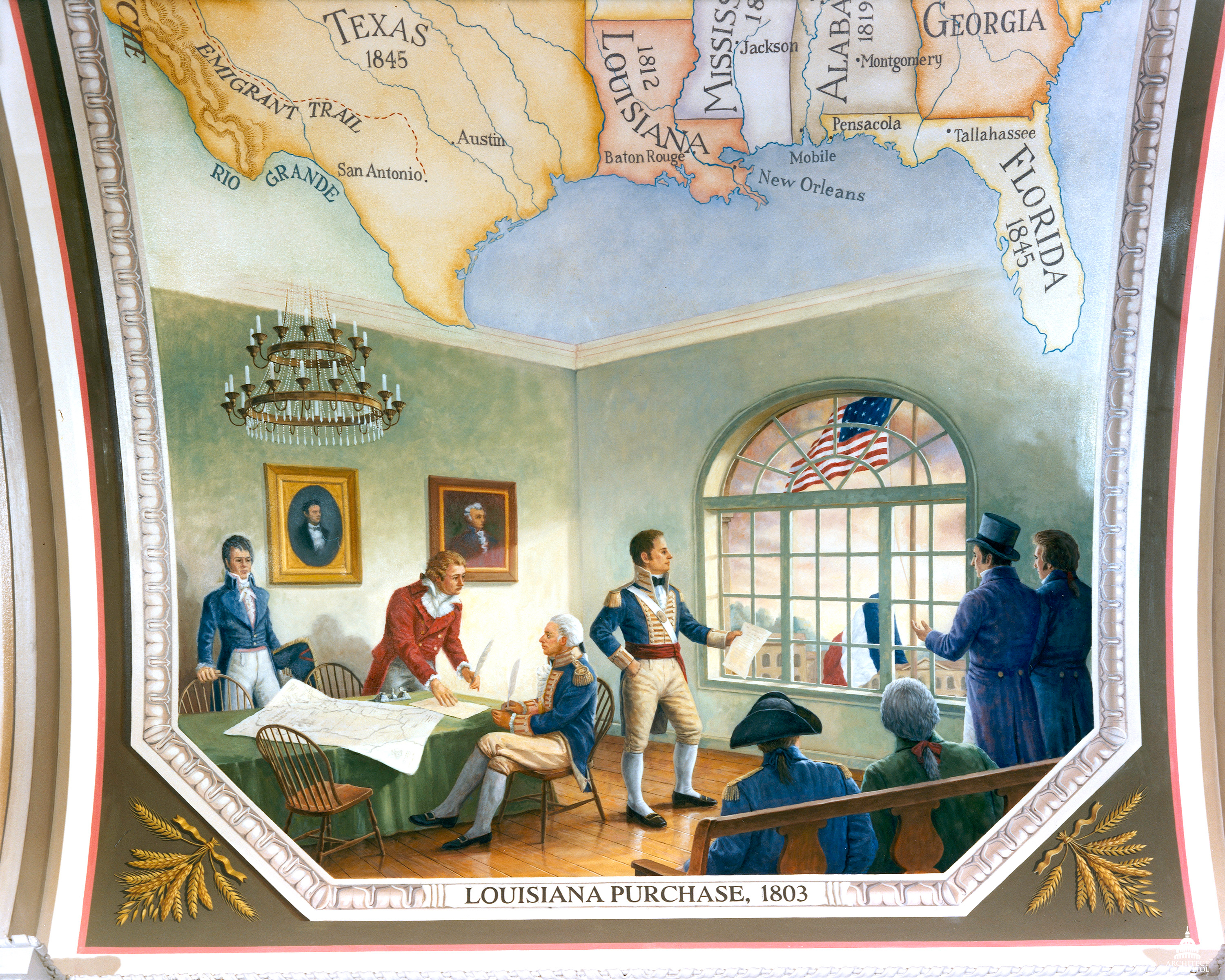
Unterzeichnung des Vertrags über den Louisiana Purchase, Deckengemälde im Kapitol in Washington

1803 fand im Cabildo die Übergabezeremonie für den in Paris unterzeichneten Louisiana Purchase (Louisiana-Kauf) statt. Damit erwarben die USA die Kolonie Louisiana, die seit 1800 zu Frankreich gehörte. Die Kolonie umfasste Teile des heutigen Bundesstaates Louisiana, die heutigen Staaten Arkansas, Missouri, Iowa, Oklahoma, Kansas, Nebraska und South Dakota, Teile von Minnesota, North Dakota, Texas, New Mexico, Colorado, Wyoming, Montana und der südlichen Staaten Kanadas. Die 2.144.476 km² Land machen fast ein Viertel des heutigen Staatsgebiets der USA aus.
In den 1840er Jahren wurde das Cabildo auf Betreiben der Baroness de Pontalba ausgebaut, um den auf beiden Seiten des Jackson Square neu gebauten Pontalba Buildings zu entsprechen. Dabei wurde das dritte Stockwerk hinzugefügt. Im Erdgeschoss wurden die schmiedeeisernen Gitter errichtet, die kennzeichnend für den Baustil in New Orleans in dieser Zeit sind.
Das Cabildo blieb bis 1853 Hauptsitz der Regierung und Verwaltung. Danach wurde es zum Sitz des Obersten Gerichtshofs des Staates Louisiana. 1895 schlug der Stadtrat vor, das Cabildo und das Presbytère abzureißen und an dieser Stelle geräumigere und zeitgemäßere Gerichtsgebäude zu errichten. Dieses Vorhaben löste Proteste aus. Auf einen Vorschlag des Malers William Woodward und der Louisiana Historical Society wurden beide Gebäude schließlich dem Louisiana State Museum zugesprochen, das dort 1911 seine ersten Ausstellungen eröffnete.
Am 11. Mai 1988 – 200 Jahre nach dem verheerenden Stadtbrand von 1788 – brannte das Cabildo erneut. Das Feuer zerstörte das Obergeschoss und das Kuppeldach. 1994 wurde das restaurierte Gebäude mit einer vollständig überarbeiteten Ausstellung wieder eröffnet. Den Hurrikan Katrina überstand das Cabildo dank der im Vergleich zur übrigen Stadt leicht erhöhten Lage des French Quarters mit nur leichten Schäden.
Seit Oktober 1960 gilt das Cabildo als National Historic Landmark. 1966 wurde es ins National Register of Historic Places aufgenommen.

## Sammlung
Die Sammlung des Cabildo bildet die Geschichte Louisianas und seiner Bevölkerung von der ersten Besiedlung bis ins 19. Jahrhundert ab. Die Ausstellung umfasst Alltags- und Kunstgegenstände, Gemälde, Fotografien und Dokumente der vielfältigen Kulturen der indigenen Stämme auf dem Gebiet des heutigen Louisiana sowie aus der Kolonialzeit, der Zeit um den Louisiana Purchase, der Schlacht von New Orleans, dem Amerikanischen Bürgerkrieg und der Phase der Reconstruction.